# Francesco Bianchini
‎
Francesco Bianchini, italijanski astronom, fizik, anatom, botanik, filozof, teolog, orientalist, historiograf in arheolog, * 13. december 1662, Verona, Italija, † 2. marec 1729, Rim.

## Življenje in delo
Bianchini je delal za kurije mnogih papežev. Med drugim je bil tudi tajnik komisije za prenovo koledarja in je izdeloval postopek za izračun pravilnega datuma velike noči v danem letu.
Napisal je mnogo del, med drugim Splošna zgodovina (Istoria universale), (Rim, 1697); Dve razpravi o koledarju in ciklu Julija Cezarja (De calendario et cyclo Caesaris) (Rim, 1703); Hesperi et Phosphori nova Phaenomena. V zadnjem delu je iz opazovanja izvedel čas vrtenja površine Venere. Danes vemo, da je to nemogoče, ker planet prekriva debela plast atmosfere. Raziskoval je tudi paralakso Venere in izmeril precesijo Zemljine vrtilne osi.
Njegov pogled na Kopernikovo sliko Osončja ni izpričan. V knjigi o Veneri ima njegov sistem Osončja prazno središče.
Bil je član Francoske akademije znanosti (Académie des sciences).
- Hesperi et Phosphori nova phaenomena, 1728

## Priznanja

### Poimenovanja
Po njem se imenujeta kraterja na Luni (Bianchini) in Marsu (Bianchini).